# Gonepteryx mahaguru
Gonepteryx mahaguru is een vlindersoort uit de familie Pieridae (witjes) en de onderfamilie Coliadinae.
De wetenschappelijke naam werd in 1857 gepubliceerd door Gistel.